# US-amerikanische Badmintonmeisterschaft 1937
Die US-amerikanische Badmintonmeisterschaft 1937 war die erste Auflage der nationalen Titelkämpfe im Badminton in den USA. Sie fand Anfang April 1937 in Chicago statt. Im Halbfinale des Herreneinzels schaltete Ong Hock Sim Henry Reynolds aus Chicago 10-15, 15-10 und 15-8 aus, während Walter R. Kramer gegen Chester Goss aus Los Angeles mit 15-4 und 15-6 gewann. Kramer erhielt für seinen Titelgewinn eine Silberschale, welche nach den 1878er New Yorker Badmintonpionieren Bayard Clarke und E. Langdon Wilks benannt wurde.

## Finalergebnisse
| Disziplin    | Sieger                       | Finalist                            | Ergebnis          |
| ------------ | ---------------------------- | ----------------------------------- | ----------------- |
| Herreneinzel | Walter R. Kramer             | Ong Hock Sim                        | 15-10, 15-4       |
| Dameneinzel  | Bertha Barkhuff              | Wanda Bergman                       | 11-4, 11-1        |
| Herrendoppel | Don Eversoll Chester Goss    | Donald Richardson Philip Richardson | 15-11, 15-3       |
| Damendoppel  | Bertha Barkhuff Zoe Smith    | Helen Gibson Wanda Bergman          | 15-6, 4-15, 15-7  |
| Mixed        | Hamilton Law Bertha Barkhuff | Walter R. Kramer Mrs. Ray Casey     | 13-18, 15-8, 15-8 |